# Ellen Samyn
Ellen Samyn (nascida em 23 de setembro de 1980) é uma política belga-flamenga que serviu como parlamentar na Câmara dos Representantes do partido Vlaams Belang desde maio de 2019.
Samyn trabalhou anteriormente como assistente do político de Vlaams Belang, Gerolf Annemans. De 2007 a 2018 foi membro do conselho OCMW de Brasschaat. Nas eleições federais de maio de 2019, Samyn foi eleita para a Câmara dos Representantes pelo círculo eleitoral de Antuérpia. Ela descreve-se como "crítica da UE".
O seu marido, Dimitri Hoegaerts, é conselheiro da Vlaams Belang em Brasschaat.